# Atletiek op de Paralympische Zomerspelen 2024 - Kogelstoten mannen F63
Het Kogelstoten voor mannen klasse F63 op de Paralympische Zomerspelen 2024 vond plaats op 7 september in het Stade de France. Deze klasse is voor atleten met een prothese vanwege een beenamputatie of een beenlengteverschil. Dit is een gecombineerde klasse met F42, wat dan ook de reden is dat de winnaar van de bronzen medaille een Paralympisch record gooide. De winnaar van 2020 was Aled Davies uit Groot-Brittanië. hij werd in 2024 opgevolgd door Faisal Sorour uit Koeweit, het zilver was voor Aled Davies en de bronzen medaille werd gewonnen door de Luxemburger Tom Habscheid.

## Records
Voorafgaand aan het toernooi waren dit de wereldrecords en Paralympische records.
| Wereldrecord        | F42 | Verenigd Koninkrijk Aled Davies | 17.52 | Londen         | 22 juli 2017      |
| Paralympisch record | F42 | Groot-Brittannië Aled Davies    | 15.97 | Rio de Janeiro | 12 september 2016 |
|                     |     |                                 |       |                |                   |
| Wereldrecord        | F63 | Luxemburg Tom Habscheid         | 15.10 | Dubai          | 10 november 2019  |
| Paralympisch record | F63 | Luxemburg Tom Habscheid         | 13.92 | Tokio          | 4 september 2021  |

## Uitslag
| Rang   | Kl. | Atleet                     | Atleet | #1    | #2    | #3    | #4    | #5    | #6    | Resultaat | Bijz. |
| ------ | --- | -------------------------- | ------ | ----- | ----- | ----- | ----- | ----- | ----- | --------- | ----- |
| Goud   | F42 | Faisal Sorour              | KUW    | 14.70 | 15.01 | 14.92 | 15.31 | 14.88 | x     | 15.31     | SB    |
| Zilver | F42 | Aled Davies                | GBR    | 14.32 | 14.32 | 15.10 | x     | x     | x     | 15.10     |       |
| Brons  | F63 | Tom Habscheid              | LUX    | 14.09 | 14.97 | 14.87 | 14.50 | 14.45 | 14.77 | 14.97     | PR    |
| 4      | F42 | Roberto Floriani Edenilson | BRA    | 14.10 | x     | 13.84 | 14.38 | 14.57 | 14.12 | 14.57     |       |
| 5      | F42 | Palitha Halgahawela        | SRI    | 14.45 | 14.51 | 14.31 | 14.24 | 13.91 | 14.14 | 14.51     | PB    |
| 6      | F42 | Mukhammad Rikhsimov        | UZB    | x     | x     | 13.31 | x     | 13.69 | x     | 13.69     |       |
| 7      | F42 | Badr Touzi                 | FRA    | 12.15 | 13.33 | 13.11 | 13.00 | 12.70 | 13.17 | 13.33     |       |
| 8      | F63 | Georg Schober              | AUT    | 12.27 | 12.16 | x     | 12.56 | 12.40 | 12.22 | 12.56     |       |
| 9      | F42 | Tyler Smith                | GRN    | 8.07  | x     | 7.54  |       |       |       | 8.07      | PB    |
| —      | F42 | Waleed Ashteebah           | LBA    |       |       |       |       |       |       | DNS       |       |